# Stéphane Paille
Pour les articles homonymes, voir Paille.
Stéphane Paille, né le 27 juin 1965 à Scionzier (Haute-Savoie) et mort le 27 juin 2017 à Lyon, est un footballeur international et entraîneur français.
Grand espoir du football français, il est sélectionné à huit reprises en équipe de France à la fin des années 1980. Changeant de club pratiquement tous les ans, la suite de sa carrière ne lui permet pas de confirmer les espérances placées en lui.
En tant qu'entraîneur, il a travaillé dans cinq clubs de National.

## Biographie

### Joueur
Cet attaquant commence sa carrière au FC Sochaux en 1982, où il s'impose comme l'un des grands espoirs de sa génération. En avril 1982 il est membre de l'équipe de France junior. Sous les couleurs sochaliennes, il est sélectionné à huit reprises en équipe de France entre 1986 et 1989. En 1988, il est élu joueur français de l'année par le magazine France Football.
En 1989 il part à Montpellier, où les dirigeants souhaitent reformer avec Éric Cantona l'ancien duo d'attaque de l'équipe de France espoirs, qui a remporté le championnat d'Europe en 1988. C'est un premier échec : leur association déçoit et après quatre mois il quitte Montpellier pour Bordeaux. Il n'y reste que quelques mois, puis fait ses valises pour le FC Porto, où il est le premier Français à jouer en championnat du Portugal[réf. souhaitée].  Artur Jorge ne le cependant fait jouer que les premiers mois. Il revient donc en fin de saison en France, à Caen, où pendant deux saisons il retrouve une partie de son talent aux côtés de Xavier Gravelaine.
En 1993, il revient à Bordeaux. Un an plus tard il part à Lyon, où il ne reste que quelques mois. C'est le crépuscule de sa carrière : il termine sa saison au Servette de Genève, puis rejoint le FC Mulhouse en Division 2. Le 23 septembre 1995, après le match Mulhouse-Niort, il est contrôlé positif au cannabis et suspendu deux mois ferme. En novembre, son contrat est rompu. La saison suivante, il tente une dernière expérience de joueur en Écosse, au Heart of Midlothian FC, dont il est suspendu en mai 1997 après un contrôle positif au Dinintel.

### Entraîneur
En 1999, Stéphane Paille se reconvertit en intégrant l'encadrement du FC Sochaux, son club d'origine, où il prend notamment en charge la réserve. En 2002, il est recruté comme entraîneur par le Besançon RC, avec lequel il accède en Ligue 2. Le club ne parvient pas à s'y maintenir, Paille est licencié en 2004 à la suite de la relégation. En 2005, il rejoint le Racing Club de Paris, en National. Malgré la 6e place obtenue en fin de saison, le club parisien fait faillite en fin de saison et Paille quitte le club. Il rejoint alors Angers, de nouveau en National, où il est écarté du banc en janvier 2006. En mai 2006, il obtient le DEPF, plus haut diplôme d'entraîneur en France.
En juin 2007, il devient l'entraîneur de l'AS Cannes avec pour objectif de remonter le club en Ligue 2. Le 10 mars 2008, alors que l'équipe est en bas de classement, il est licencié. Son adjoint William Prunier quitte également le club par fidélité.
En mai 2009, il est recruté par l'Évian Thonon Gaillard Football Club, avec l'objectif de monter en Ligue 2. Alors que l'équipe est coleader du championnat, il est renvoyé le 18 janvier 2010 après une défaite 3-1 à l'extérieur contre le Paris FC.
À la suite de son licenciement, il est contacté par Zinédine Zidane, son ancien équipier aux Girondins de Bordeaux, pour rejoindre le Real Madrid en tant que recruteur.
En janvier 2014, il est l'entraîneur de l'AS Minguettes Vénissieux (CFA2). De février à avril 2015, il entraîne la JSM Béjaia, en deuxième division algérienne.
Il succombe le 27 juin 2017 à un cancer foudroyant à l'hôpital de la Croix-Rousse à Lyon, le jour de son 52e anniversaire,,.

## Carrière

### Joueur
| Saison                | Club                   | Championnat           | Championnat | Championnat | Coupe(s) nationale(s) | Coupe(s) nationale(s) | Compétition(s) continentale(s) | Compétition(s) continentale(s) | Compétition(s) continentale(s) | France | France | Total | Total |
| Saison                | Club                   | Division              | M.          | B.          | M.                    | B.                    | Comp.                          | M.                             | B.                             | M.     | B.     | M.    | B.    |
| 1982-1983             | FC Sochaux-Montbéliard | Division 1            | 2           | 0           | -                     | -                     | -                              | -                              | -                              | -      | -      | 2     | 0     |
| 1983-1984             | FC Sochaux-Montbéliard | Division 1            | 13          | 1           | 1                     | 0                     | -                              | -                              | -                              | -      | -      | 14    | 1     |
| 1984-1985             | FC Sochaux-Montbéliard | Division 1            | 38          | 15          | 7                     | 4                     | -                              | -                              | -                              | -      | -      | 45    | 19    |
| 1985-1986             | FC Sochaux-Montbéliard | Division 1            | 35          | 10          | 3                     | 0                     | -                              | -                              | -                              | -      | -      | 38    | 10    |
| 1986-1987             | FC Sochaux-Montbéliard | Division 1            | 36+2        | 8+0         | 1                     | 0                     | -                              | -                              | -                              | 1      | 0      | 40    | 8     |
| 1987-1988             | FC Sochaux-Montbéliard | Division 2            | 32+1        | 18+0        | 12                    | 8                     | -                              | -                              | -                              | -      | -      | 45    | 26    |
| 1988-1989             | FC Sochaux-Montbéliard | Division 1            | 35          | 15          | 6                     | 1                     | -                              | -                              | -                              | 7      | 1      | 48    | 17    |
| 1989-1990             | Montpellier HSC        | Division 1            | 17          | 4           | -                     | -                     | -                              | -                              | -                              | -      | -      | 17    | 4     |
| 1989-1990             | Girondins de Bordeaux  | Division 1            | 16          | 1           | 4                     | 0                     | -                              | -                              | -                              | -      | -      | 20    | 1     |
| 1990-1991             | FC Porto               | I Divisão             | 17          | 4           | 5                     | 2                     | C1                             | 5                              | 4                              | -      | -      | 27    | 10    |
| 1991-1992             | SM Caen                | Division 1            | 38          | 14          | 4                     | 1                     | -                              | -                              | -                              | -      | -      | 42    | 15    |
| 1992-1993             | SM Caen                | Division 1            | 33          | 9           | 2                     | -                     | C3                             | 2                              | 2                              | -      | -      | 37    | 11    |
| 1993-1994             | Girondins de Bordeaux  | Division 1            | 31          | 10          | 2                     | 0                     | C3                             | 5                              | 2                              | -      | -      | 38    | 12    |
| 1994-1995             | Olympique lyonnais     | Division 1            | 16          | 4           | -                     | -                     | -                              | -                              | -                              | -      | -      | 16    | 4     |
| 1994-1995             | Servette Genève        | LNA                   | 17          | 5           | -                     | -                     | -                              | -                              | -                              | -      | -      | 17    | 5     |
| 1995-1996             | FC Mulhouse            | Division 2            | 8           | 1           | -                     | -                     | -                              | -                              | -                              | -      | -      | 8     | 1     |
| 1996-1997             | Heart of Midlothian    | Premier Division      | 19          | 2           | 3                     | 1                     | -                              | -                              | -                              | -      | -      | 22    | 3     |
| Total sur la carrière | Total sur la carrière  | Total sur la carrière | 406         | 121         | 50                    | 17                    | -                              | 12                             | 8                              | 8      | 1      | 476   | 147   |

## Palmarès

### Palmarès joueur

#### En club
- Vainqueur de la Coupe du Portugal en 1991 avec le FC Porto
- Vainqueur de la Supercoupe du Portugal en 1990 avec le FC Porto
- Vainqueur de la Coupe Gambardella en 1983 avec le FC Sochaux
- Vice-champion de France de Division 1 en 1990 avec les Girondins de Bordeaux
- Vice-champion du Portugal en 1991 avec le FC Porto
- Finaliste de la Coupe de France en 1988 avec le FC Sochaux
- Finaliste de la Coupe de la Ligue en 1997 avec Heart of Midlothian
- Vice-champion de France de Division 2 en 1988 avec le FC Sochaux
- Finaliste de la coupe Intertoto en 1992 avec le Stade Malherbe Caen
- Vainqueur de la Coupe Jose Maria Pedroto en 1990 avec le FC Porto

#### En sélection nationale
- Champion d'Europe juniors en 1983
- Champion d'Europe espoirs en 1988
- Vainqueur du Tournoi de Toulon en 1984 et en 1985
- Finaliste du Tournoi de Toulon en 1986

### Palmarès entraîneur
- Champion de France National en 2003 avec le Besançon RC

### Distinctions individuelles
- Meilleur buteur du Groupe A de Division 2 en 1988 (18 buts)
- Élu joueur français de l'année par France Football en 1988

#### Records
- Fait partie de l'équipe de France qui dispute 19 matchs sans défaite (entre mars 1989 et le 19 février 1992)